# كارلوس رييس (لاعب كرة قدم)
كارلوس رييس (بالإسبانية: Carlos Reyes)‏ هو لاعب كرة قدم ومدرب كرة قدم تشيلي، ولد في 21 أغسطس 1973 في سانتياغو في تشيلي. لعب مع أوداكس إيتاليانو وديبورتيس ماجالانز وكولو-كولو.

## روابط خارجية
- كارلوس رييس على موقع قاعدة بيانات كرة القدم.إي يو (الإنجليزية)
- كارلوس رييس على موقع ناشيونال فوتبول تيمز (الإنجليزية)
- كارلوس رييس على موقع عالم كرة القدم.نت (الإنجليزية)